# Механично равновесие
Механично равновесие в класическата механика е състояние на дадена система, при което сумата от всички сили, действащи на дадено тяло е нула, както и сумата на всички въртящи моменти също е нула. В механиката има три вида равновесие – устойчиво, неустойчиво и безразлично.
Има много алтернативни дефиниции за механично равновесие. По отношение на инерцията системата е в равновесие, ако инерцията на нейните части е постоянна. По отношение на скоростта, системата е в равновесие, ако скоростта е постоянна. При ротационно механично равновесие ъгловият момент на обекта се запазва и нетният въртящ момент е нула. По-общо в консервативните системи равновесието се установява в точка в конфигурационното пространство, където градиентът на потенциалната енергия по отношение на обобщените координати е нула.
Ако една частица в равновесие има нулева скорост, тази частица е в статично равновесие. Тъй като всички частици в равновесие имат постоянна скорост, винаги е възможно да се намери инерциална отправна система, в която частицата е неподвижна по отношение на системата.

## Видове равновесие

### Устойчиво равновесие
Потенциалната енергия на системата е минимална. Малко отклонение от това състояние би предизвикало задействане на сили, стремящи се да върнат системата в равновесното положение. Например ако топче, поставено стабилно на дъното на вдлъбната повърхност, бъде бутнато, то ще започне да се стреми към първоначалното си положение на устойчиво равновесие, и ще се върне само̀ в изходното си състояние.

### Неустойчиво равновесие
Потенциалната енергия на системата е максимална. Дори и малко отклонение от това състояние би предизвикало задействане на сили, стремящи се да извадят системата от равновесното положение, към което тя не може да се върне самостоятелно. Например ако топче, поставено стабилно на върха на изпъкнала повърхност, бъде бутнато, то ще започне да се търкаля надолу докато не застане в положение на устойчиво равновесие и няма да може да се върне само̀ в изходното си състояние.

### Безразлично равновесие
Потенциалната енергия на системата е еднаква във всички точки от околността. Малко отклонение от това състояние би поставило системата в ново равновесно положение. Например ако топче, поставено на равна повърхност бъде бутнато, то ще се придвижи известно разстояние и ще спре отново в равновесно състояние.